# 550
Раннє Середньовіччя. Триває чума Юстиніана. У Східній Римській імперії править Юстиніан I. Візантія веде війну з Остготським королівством за Апеннінський півострів та персами. Франкське королівство розділене на частини між синами Хлодвіга.  Іберію  займає Вестготське королівство, у Тисо-Дунайській низовині лежить Королівство гепідів.  В Англії розпочався період гептархії. 
У Китаї період Північних та Південних династій. На півдні править династія Лян, на півночі —  Західна Вей та Північна Ці.  В Японії триває період Ямато. У Персії править династія Сассанідів. 
На території лісостепової України в VI столітті виділяють пеньківську й празьку археологічні культури. VI століття стало початком швидкого розселення слов'ян. У Північному Причорномор'ї співіснують різні кочові племена, зокрема гуни, сармати, булгари, алани, авари.

## Події
- 16 січня після довгої облоги, підкупивши ісаврійський гарнізон, остготи взяли Рим.
- Улітку остготи відвоювали Сардинію та Корсику, спустошили Сицилію й здійснили рейд у Грецію.
- У північному Китаї державу Східна Вей змінила держава Північна Ці.
- В Індії імперія Гуптів розпалася на невеличкі володіння.
- Як кругла дата 550 рік часто наводять, коли мова йде про події, точна дата яких не встановлена, зокрема: 
  - Індійські математики почали використовувати нуль в позиційному записі чисел.
  - Завершилася компіляція Талмуду.
  - Розпочався вендельський період в історії Швеції.
  - Юстиніан I послав двох ченців у Середню Азію з метою поширення християнства.
  - Мая заснували місто Кіригуа.
  - Прокопій Кесарійський написав Таємну історію.

## Померли
- Аріабхата I, індійський математик.